# گنج‌آباد (بیرجند)
گنج‌آباد یک منطقهٔ مسکونی در ایران است که در دهستان باقران واقع شده‌است. براساس سرشماری مرکز آمار ایران در سال ۱۳۹۵، گنج‌آباد ۳۶ نفر جمعیت دارد.